# Meszannepadda
Meszannepadda – vagy néha Nanne – (𒈩𒀭𒉈𒉻𒁕 mes-AN.NE-pad-da, „An kiválasztottja”) a sumer királylista szerint az I. uri dinasztia első királya volt i.e. 2563 és i.e. 2524 között, ami azt jelenti, hogy a királylista szerint a dinasztiából ő szerezte meg a Sumer feletti főhatalmat. Neve ismert egy Urból és egy Tell-Ubaidból előkerült feliratból is. Egy Máriból származású lazúrgyöngy felirata szerint apja Meszkalamdug volt, aki a Kis királya címet is viselte, és akinek sírját Urban megtalálták. Egy Urban talált pecséthenger felirata szerint feleségének neve Ninbanda volt.
A Tummal-felirat elmeséli Nippur építéstörténetét, amiből levonható a következtetés, hogy Agga, Gilgames és Meszannepadda kortársak voltak. Gilgames legyőzte Aggát, akinek vereségével talán megindult a harc a városi dinasztiák között a főhatalomért. Ezért rombolhatták le és építhették újjá annyiszor a szimbolikus jelentőségű nippuri szentélyeket ebben a korban.

## Lásd még
- Ur uralkodóinak listája